# Matrix AB
Matrix AB je dokumentární film Víta Klusáka z roku 2015 natočený v rámci cyklu autorských dokumentů Český žurnál. Snímek zachycuje politika a podnikatele Andreje Babiše, kterého Klusák s jeho svolením jeden rok sledoval během každodenního života nebo volební kampaně. Film obsahuje také vyjádření jeho obchodních partnerů, kritiků nebo členů Babišova hnutí ANO 2011. Dokument je ukončen záznamem, kde Babiš nespokojený s průběhem natáčení označí film jako „obrovský podraz“.